# Stazione di Lipsia Markt

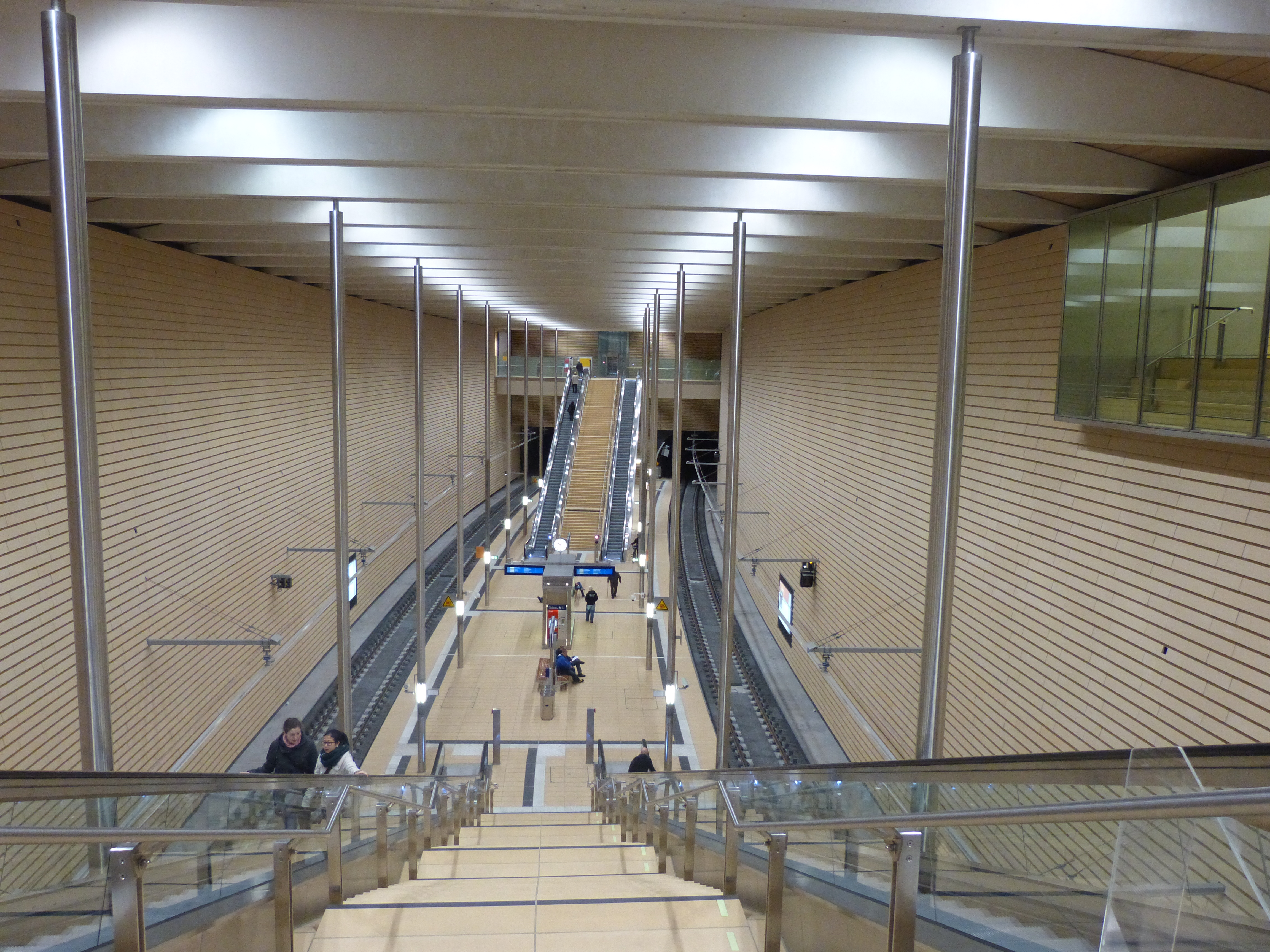
I binari

La stazione di Lipsia Markt (in tedesco Leipzig Markt) è una fermata ferroviaria sotterranea posta sul passante ferroviario di Lipsia (il «City-Tunnel»).
Prende il nome dalla piazza del mercato sotto cui si trova.